# Sharon, Kansas
Sharon là một thành phố thuộc quận Barber, tiểu bang Kansas, Hoa Kỳ. Năm 2010, dân số của xã này là 158 người.

## Dân số
Dân số các năm:
- Năm 2000: 210 người
- Năm 2010: 158 người